# Intégrale de Borwein
Pour les articles homonymes, voir Borwein.
En mathématiques, une intégrale de Borwein est une intégrale mettant en jeu des produits de sinc(ax), où sinc est la fonction sinus cardinal, définie par sinc(x) = sin(x)/x. Les intégrales de Borwein, découvertes par David Borwein et Jonathan Borwein en 2001, présentent des régularités apparentes qui finissent par cesser. Ainsi,
{\displaystyle {\begin{aligned}&\int _{0}^{+\infty }{\frac {\sin x}{x}}\,\mathrm {d} x={\frac {\pi }{2}}\\[10pt]&\int _{0}^{+\infty }{\frac {\sin x}{x}}{\frac {\sin(x/3)}{x/3}}\,\mathrm {d} x={\frac {\pi }{2}}\\[10pt]&\int _{0}^{+\infty }{\frac {\sin x}{x}}{\frac {\sin(x/3)}{x/3}}{\frac {\sin(x/5)}{x/5}}\,\mathrm {d} x={\frac {\pi }{2}}.\end{aligned}}}
Ce schéma continue jusqu'à
{\displaystyle \int _{0}^{+\infty }{\frac {\sin x}{x}}{\frac {\sin(x/3)}{x/3}}\cdots {\frac {\sin(x/13)}{x/13}}\,\mathrm {d} x={\frac {\pi }{2}}}.
Cependant, à l'étape suivante, on a l'étrange résultat
{\displaystyle {\begin{aligned}\int _{0}^{+\infty }{\frac {\sin x}{x}}{\frac {\sin(x/3)}{x/3}}\cdots {\frac {\sin(x/15)}{x/15}}\,\mathrm {d} x&={\frac {467\,807\,924\,713\,440\,738\,696\,537\,864\,469}{935\,615\,849\,440\,640\,907\,310\,521\,750\,000}}\pi \\&={\frac {\pi }{2}}-{\frac {6\,879\,714\,958\,723\,010\,531}{935\,615\,849\,440\,640\,907\,310\,521\,750\,000}}\pi \\&\simeq {\frac {\pi }{2}}-2{,}31\times 10^{-11}.\end{aligned}}}
Plus généralement, des intégrales similaires ont pour valeur π/2 chaque fois que les nombres 3, 5, ... sont remplacés par des réels positifs dont la somme des inverses est inférieure à 1. Dans l'exemple précédent, 1/3 + 1/5 + … + 1/13 < 1, mais 1/3 + 1/5 + … + 1/15 > 1.
En ajoutant un facteur supplémentaire, cos(x), dans le produit, le schéma peut être prolongé : on a 
{\displaystyle \int _{0}^{+\infty }\cos(x){\frac {\sin(x)}{x}}{\frac {\sin(x/3)}{x/3}}\cdots {\frac {\sin(x/111)}{x/111}}\,\mathrm {d} x={\frac {\pi }{4}},}
mais
{\displaystyle \int _{0}^{+\infty }\cos(x){\frac {\sin(x)}{x}}{\frac {\sin(x/3)}{x/3}}\cdots {\frac {\sin(x/111)}{x/111}}{\frac {\sin(x/113)}{x/113}}\,\mathrm {d} x<{\frac {\pi }{4}},}
Dans ce cas, on a 1/3 + 1/5 + … + 1/111 < 2, mais 1/3 + 1/5 + … + 1/113 > 2.
Les démonstrations de ces schémas ont été établies par des démonstrations intuitives. En particulier, une reformulation en termes de marche aléatoire, couplée à un argument de causalité, éclaire le changement de comportement des intégrales de Borwein, et permet des généralisations à des familles reliées.

## Explication du phénomène
La théorie de Fourier donne des éléments de réponse : la fonction sinus cardinal est la transformée de Fourier d'une fonction porte et la fonction intégrée est la transformée de Fourier du produit de convolution de plusieurs fonctions porte. Cette convolution multiple va entraîner un lissage de la fonction porte initiale, mais surtout une « érosion » du plateau de celle-ci au fil des convolutions, jusqu'au point où celui-ci n'est plus visible, provoquant le décrochage de la suite d'intégrales.

## Formule générale
Pour une suite de nombres réels non nuls a0, a1, a2,... , on peut associer une intégrale de la forme
{\displaystyle \int _{0}^{+\infty }\prod _{k=0}^{n}{\frac {\sin(a_{k}x)}{a_{k}x}}\,\mathrm {d} x}
Pour établir la formule, on devra considérer des sommes à partir des ak. En particulier, si γ = (γ1, γ2,...,γn) est un n-uplet où chaque terme vaut ±1, alors on écrit bγ = a0 + γ1a1 + γ2a2 + ... + γnan, qui est une variation de la somme alternée, et le produit εγ = γ1γ2...γn = ±1. Avec ces notations, l'intégrale se réécrit :
{\displaystyle \int _{0}^{+\infty }\prod _{k=0}^{n}{\frac {\sin(a_{k}x)}{a_{k}x}}\,\mathrm {d} x={\frac {\pi }{2a_{0}}}C_{n}}
avec  Cn = 1 si {\displaystyle a_{0}>|a_{1}|+|a_{2}|+\cdots +|a_{n}|}, et
{\displaystyle C_{n}=1-{\frac {1}{2^{n}n!\prod _{k=1}^{n}a_{k}}}\sum _{\gamma \in \{\pm 1\}^{n}}\varepsilon _{\gamma }b_{\gamma }^{n}\operatorname {sgn}(b_{\gamma })} sinon.
Le cas de Borwein correspond à la suite ak = 1/2k+1.
Pour n = 7 on a a7 = 1/15, et 1/3 + 1/5 + 1/7 + 1/9 + 1/11 + 1/13 < 1 mais 1/3 + 1/5 + 1/7 + 1/9 + 1/11 + 1/13 + 1/15 > 1. Ainsi, puisque a0 = 1, on trouve bien
{\displaystyle \int _{0}^{\infty }{\frac {\sin(x)}{x}}{\frac {\sin(x/3)}{x/3}}\cdots {\frac {\sin(x/13)}{x/13}}\,\mathrm {d} x={\frac {\pi }{2}}}
(pour n = 6, et de même pour toutes les intégrales avec n < 7), mais
{\displaystyle \int _{0}^{+\infty }{\frac {\sin(x)}{x}}{\frac {\sin(x/3)}{x/3}}\cdots {\frac {\sin(x/15)}{x/15}}\,\mathrm {d} x={\frac {\pi }{2}}\left(1-{\frac {(3^{-1}+5^{-1}+7^{-1}+9^{-1}+11^{-1}+13^{-1}+15^{-1}-1)^{7}}{2^{6}\cdot 7!\cdot (1/3\cdot 1/5\cdot 1/7\cdot 1/9\cdot 1/11\cdot 1/13\cdot 1/15)}}\right).}

## Extensions
Afin de prolonger la suite d'intégrales constante, on peut ajouter un facteur  cos(x) dans l'intégrande:
{\displaystyle {\begin{aligned}&\int _{0}^{+\infty }\cos(x){\frac {\sin x}{x}}\,\mathrm {d} x={\frac {\pi }{4}}\\[10pt]&\int _{0}^{+\infty }\cos(x){\frac {\sin x}{x}}{\frac {\sin(x/3)}{x/3}}\,\mathrm {d} x={\frac {\pi }{4}}\\[10pt]&\int _{0}^{+\infty }\cos(x){\frac {\sin x}{x}}{\frac {\sin(x/3)}{x/3}}{\frac {\sin(x/5)}{x/5}}\,\mathrm {d} x={\frac {\pi }{4}}\\[10pt]&\vdots \\&\int _{0}^{+\infty }\cos(x){\frac {\sin x}{x}}{\frac {\sin(x/3)}{x/3}}\cdots {\frac {\sin(x/111)}{x/111}}\,\mathrm {d} x={\frac {\pi }{4}}\\[10pt]&\int _{0}^{+\infty }\cos(x){\frac {\sin x}{x}}{\frac {\sin(x/3)}{x/3}}\cdots {\frac {\sin(x/111)}{x/111}}{\frac {\sin(x/113)}{x/113}}\,\mathrm {d} x<{\frac {\pi }{4}}.\end{aligned}}}